# Леприкон: Началото
„Леприкон: Началото“ (на английски: Leprechaun: Origins) е американска слашър хорър комедия от 2014 г. В главната роля е кечистът Хорнсуогъл от WWE.
Този филм няма общо с предишните филми за леприкон. Майкъл Луиси го описва като „малко по-мрачен и по-класически хорър от филмите с Уоруик Дейвис, които хората помнят“.

## Сюжет
Внимание:  Текстът по-долу разкрива сюжета на произведението (или части от него)!
Туристи в ирландска провинция разбират, че страшните легенди са истина. Те са поканени да нощуват в малка хижа, но зад гостоприемството на местните се крие кръвожаден план.

## Актьорски състав
- Хорнсуогъл – Леприконът
- Стефани Бенет – Софи Робъртс
- Тийч Грант – Шон Макконвил
- Брус Блейн – Иън Джойс
- Адам Бойс – Франсоа
- Андрю Дънбар – Бен